# Ilți, Verhovîna
Ilți (în ucraineană Ільці) este localitatea de reședință a comunei Ilți din raionul Verhovîna, regiunea Ivano-Frankivsk, Ucraina.

## Demografie
Componența lingvistică a localității Ilți
     Ucraineană (99,58%)
     Alte limbi (0,42%)
Conform recensământului din 2001, majoritatea populației localității Ilți era vorbitoare de ucraineană (99,58%), existând în minoritate și vorbitori de alte limbi.